# Challenger Cup w Piłce Siatkowej Mężczyzn 2019
Challenger Cup w piłce siatkowej mężczyzn 2019 (ang. 2019 FIVB Men's Volleyball Challenger Cup) – druga edycja corocznego międzynarodowego turnieju siatkówki mężczyzn organizowanego przez Międzynarodową Federację Piłki Siatkowej (FIVB) w którym bierze udział sześć drużyn narodowych i który pełni funkcję kwalifikacji do Ligi Narodów Mężczyzn FIVB. Turniej odbył się w hali Arena Stožice w Lublanie, w Słowenii w dniach 3-7 lipca 2019 r.

## Zakwalifikowane zespoły
| Reprezentacja | Konfederacja | Sposób kwalifikacji                                                            | Data kwalifikacji | Miejsce w rankingu FIVB |
| ------------- | ------------ | ------------------------------------------------------------------------------ | ----------------- | ----------------------- |
| Słowenia      | CEV          | gospodarz                                                                      | 12.2018           | 17                      |
| Kuba          | NORCECA      | zwycięzca kwalifikacji federacji NORCECA                                       | 01.06.2019        | 18                      |
| Egipt         | CAVB         | najlepsza drużyna w rankingu światowym z federacji CAVB                        | 12.06.2019        | 13                      |
| Chile         | CSV          | najwyżej sklasyfikowana drużyna w Pucharze Panamerykańskim 2019 z federcji CSV | 21.06.2019        | 37                      |
| Białoruś      | CEV          | wicemistrz Złotej Ligi Europejskiej 2019                                       | 21.06.2019        | 48                      |
| Turcja        | CEV          | zwycięzca Złotej Ligi Europejskiej 2019                                        | 21.06.2019        | 33                      |

## Format rozgrywek
Rozgrywano fazę grupową (preeliminacyjną), półfinały i finał. Pierwsza faza składała się z rozgrywek w dwóch grupach, w każdej z nich znalazły się po 3 drużyny. Zespoły w fazie grupowej zostały rozstawione według systemu serpentynowego, zgodnie z ich światowym rankingiem FIVB na dzień 1 października 2018 r. Do tej grupy puli mogą trafić nie więcej niż dwie drużyny z tej samej Konfederacji Kontynentalnej. W przypadku, gdy trzecia drużyna z tej samej Konfederacji Kontynentalnej zostanie umieszczona w tej samej grupie zgodnie z Rankingiem Światowym, trzecia drużyna zostanie przeniesiona do drugiej grupy. Najlepsze dwa zespoły awansowały do półfinałów.  W półfinałach 1 drużyna grupy A gra z 2 zespołem grupy B, a 2 drużyna grupy A gra z 1 zespołem grupy B. Rozgrywano mecz o 3. miejsce. Zwycięzca finału awansował do rozgrywek Ligi Narodów FIVB 2021.

## Arena zmagań
| Wszystkie mecze   |
| ----------------- |
| Lublana, Słowenia |
| Arena Stožice     |
| Pojemność: 12,480 |
|                   |

## Rozgrywki
- Wszystkie podane czasy są lokalne (UTC+02:00).

### Runda preeliminacyjna (grupowa)

#### Grupa A

##### Tabela
| Lp. | Drużyna  | Mecze | Mecze   | Mecze   | Pkt | Sety | Sety | Sety  | Małe punkty | Małe punkty | Małe punkty |
| Lp. | Drużyna  | M     | W (3:2) | P (2:3) | Pkt | wyg. | prz. | ratio | zdob.       | str.        | ratio       |
| --- | -------- | ----- | ------- | ------- | --- | ---- | ---- | ----- | ----------- | ----------- | ----------- |
| 1   | Słowenia | 2     | 2 (0)   | 0 (0)   | 6   | 6    | 1    | 6.000 | 173         | 122         | 1.418       |
| 2   | Turcja   | 2     | 1 (0)   | 1 (0)   | 3   | 4    | 3    | 1.333 | 148         | 155         | 0.955       |
| 3   | Chile    | 2     | 0 (0)   | 2 (0)   | 0   | 0    | 6    | 0.000 | 106         | 150         | 0.707       |

Źródło: 
Punktacja: 3:0 i 3:1 – 3 pkt; 3:2 – 2 pkt; 2:3 – 1 pkt; 1:3 i 0:3 – 0 pkt
Zasady ustalania kolejności: 1. liczba zwycięstw; 2. liczba punktów; 3. stosunek setów; 4. stosunek małych punktów; 5. bilans w bezpośrednich meczach
     awans do półfinałów

##### Terminarz i wyniki
| Data       | Godz. | Drużyna 1 | Wynik | Drużyna 2 | 1     | 2     | 3     | 4     | 5 | * |
| ---------- | ----- | --------- | ----- | --------- | ----- | ----- | ----- | ----- | - | - |
| 03.07.2019 | 20:40 | Słowenia  | 3:0   | Chile     | 25:15 | 25:15 | 25:19 |       |   |   |
| 04.07.2019 | 20:30 | Turcja    | 3:0   | Chile     | 25:13 | 25:22 | 25:22 |       |   |   |
| 05.07.2019 | 20:40 | Słowenia  | 3:1   | Turcja    | 23:25 | 25:16 | 25:15 | 25:17 |   |   |

#### Grupa B

##### Tabela
| Lp. | Drużyna  | Mecze | Mecze   | Mecze   | Pkt | Sety | Sety | Sety  | Małe punkty | Małe punkty | Małe punkty |
| Lp. | Drużyna  | M     | W (3:2) | P (2:3) | Pkt | wyg. | prz. | ratio | zdob.       | str.        | ratio       |
| --- | -------- | ----- | ------- | ------- | --- | ---- | ---- | ----- | ----------- | ----------- | ----------- |
| 1   | Kuba     | 2     | 2 (1)   | 0 (0)   | 5   | 6    | 3    | 2.000 | 206         | 184         | 1.120       |
| 2   | Białoruś | 2     | 1 (1)   | 1 (0)   | 2   | 4    | 5    | 0.800 | 193         | 195         | 0.990       |
| 3   | Egipt    | 2     | 0 (0)   | 2 (2)   | 2   | 4    | 6    | 0.667 | 197         | 217         | 0.908       |

Źródło: 
Punktacja: 3:0 i 3:1 – 3 pkt; 3:2 – 2 pkt; 2:3 – 1 pkt; 1:3 i 0:3 – 0 pkt
Zasady ustalania kolejności: 1. liczba zwycięstw; 2. liczba punktów; 3. stosunek setów; 4. stosunek małych punktów; 5. bilans w bezpośrednich meczach
     awans do półfinałów

##### Terminarz i wyniki
| Data       | Godz. | Drużyna 1 | Wynik | Drużyna 2 | 1     | 2     | 3     | 4     | 5    | * |
| ---------- | ----- | --------- | ----- | --------- | ----- | ----- | ----- | ----- | ---- | - |
| 03.07.2019 | 17:30 | Egipt     | 2:3   | Białoruś  | 25:21 | 16:25 | 25:20 | 24:26 | 9:15 |   |
| 04.07.2019 | 17:30 | Kuba      | 3:1   | Białoruś  | 25:20 | 21:25 | 25:21 | 25:20 |      |   |
| 05.07.2019 | 17:30 | Egipt     | 2:3   | Kuba      | 23:25 | 18:25 | 25:23 | 25:22 | 7:15 |   |

### Runda finałowa

#### Drabinka
|  |           |           |           |                   |   |       |       |       |
|  | Półfinały | Półfinały | Półfinały |                   |   | Finał | Finał | Finał |
|  | Półfinały | Półfinały | Półfinały |                   |   | Finał | Finał | Finał |
|  | 6 lipca   |           |           |                   |   |       |       |       |
|  |           |           |           |                   |   |       |       |       |
|  | Kuba      | Kuba      | 3         |                   |   |       |       |       |
|  | Kuba      | Kuba      | 3         | 7 lipca           |   |       |       |       |
|  | Turcja    | Turcja    | 2         |                   |   |       |       |       |
|  | Turcja    | Turcja    | 2         |                   |   | Kuba  | Kuba  | 0     |
|  | 6 lipca   |           |           |                   |   | Kuba  | Kuba  | 0     |
|  |           |           | Słowenia  | Słowenia          | 3 |       |       |       |
|  | Słowenia  | Słowenia  | Słowenia  | Słowenia          | 3 | 3     |       |       |
|  | Słowenia  | Słowenia  |           |                   |   |       |       |       |
|  | Białoruś  | Białoruś  | 1         |                   |   |       |       |       |
|  | Białoruś  | Białoruś  | 1         | Mecz o 3. miejsce |   |       |       |       |
|  |           |           |           |                   |   |       |       |       |
|  | 7 lipca   |           |           |                   |   |       |       |       |
|  |           |           |           |                   |   |       |       |       |
|  | Turcja    | Turcja    | 1         |                   |   |       |       |       |
|  | Turcja    | Turcja    | 1         |                   |   |       |       |       |
|  | Białoruś  | Białoruś  | 3         |                   |   |       |       |       |
|  | Białoruś  | Białoruś  | 3         |                   |   |       |       |       |

#### Półfinały
| Data       | Godz. | Drużyna 1 | Wynik | Drużyna 2 | 1     | 2     | 3     | 4     | 5     | * |
| ---------- | ----- | --------- | ----- | --------- | ----- | ----- | ----- | ----- | ----- | - |
| 06.07.2019 | 17:30 | Kuba      | 3:2   | Turcja    | 22:25 | 25:23 | 25:22 | 20:25 | 15:12 |   |
| 06.07.2019 | 20:45 | Słowenia  | 3:1   | Białoruś  | 21:25 | 27:25 | 25:20 | 25:18 |       |   |

#### Mecz o 3. miejsce
| Data       | Godz. | Drużyna 1 | Wynik | Drużyna 2 | 1     | 2     | 3     | 4     | 5 | * |
| ---------- | ----- | --------- | ----- | --------- | ----- | ----- | ----- | ----- | - | - |
| 07.07.2019 | 17:30 | Turcja    | 1:3   | Białoruś  | 20:25 | 25:20 | 16:25 | 20:25 |   |   |

#### Finał
| Data       | Godz. | Drużyna 1 | Wynik | Drużyna 2 | 1     | 2     | 3     | 4 | 5 | * |
| ---------- | ----- | --------- | ----- | --------- | ----- | ----- | ----- | - | - | - |
| 07.07.2019 | 20:45 | Kuba      | 0:3   | Słowenia  | 24:26 | 21:25 | 21:25 |   |   |   |

## Klasyfikacja końcowa
| Miejsce | Reprezentacja |
| ------- | ------------- |
| złoto   | Słowenia      |
| srebro  | Kuba          |
| brąz    | Białoruś      |
| 4       | Turcja        |
| 5       | Egipt         |
| 6       | Chile         |

     awans do Ligi Narodów 2021